# Robert Towne
Robert Bertram Schwartz (Los Angeles, 23 de novembro de 1934 – Los Angeles, 1 de julho de 2024), mais conhecido como Robert Towne, foi um roteirista e diretor de cinema, cujos principais trabalhos incluem The Last Detail, Chinatown, Shampoo, Heaven Can Wait, Greystoke: The Legend of Tarzan, Lord of the Apes, Mission: Impossible e Mission: Impossible II.

## Vida pessoal
Towne nasceu no dia 23 de novembro de 1934 em Los Angeles, filho de Helen e Lou Schwartz. Ele teve ascendência romena por parte de sua mãe, e russa por parte de pai. Seu pai tinha uma loja de roupas femininas chamada Towne Smart Shop, posteriormente mudando o nome da família para Towne. Towne tem um irmão chamado Roger, seis anos mais novo que ele. Ele foi casado de 1977 a 1981 com a atriz Julie Payne; eles têm uma filha, a também atriz Katharine Towne. Em 1984 ele se casou pela segunda vez, com Luisa Gaule.

## Carreira
Towne foi o autor de vários roteiros aclamados, principalmente o de Chinatown, pelo qual ele venceu o Oscar, o Golden Globe Award e o BAFTA Award, mais sua sequência The Two Jakes. Seus roteiros para The Last Detail, Shampoo e Greystoke: The Legend of Tarzan, Lord of the Apes receberam indicações ao Oscar. Ele também escreveu os dois primeiros filmes da série Mission: Impossible. Towne também tem a "reputação estelar" na indústria do cinema como um doutor de roteiros não-creditado, já tempo exercido essa capacidade em filmes como The Godfather, Bonnie and Clyde, The Parallax View, The Rock e muitos outros.
Depois de trabalhar no roteiro de Greystoke: The Legend of Tarzan, Lord of the Apes, ele ficou insatisfeito com a produção e decidiu usar o psudônimo P. H. Vazak. O roteiro acabou sendo indicao ao Oscar, se tornando o primeiro pseudônimo a ser indicado, porém ele não venceu. Towne co-escreveu o filme 8 Million Ways to Die sob o nome de David Lee Henry.
Em 1982, Towne escreveu e dirigiu seu primeiro filme Personal Best, um drama ficcional sobre atletas de corrida. Ele também dirigiu Tequila Sunrise, sobre uma mulher envolvida romanticamente com dois homens, Without Limits, uma biografia do corredor Steve Prefontaine, e Ask the Dust, baseado no romance de mesmo nome escrito por John Fante.

## Morte
Robert morreu no dia 1 de julho de 2024, aos 89 anos.

## Filmografia

### Roteirista
- Last Woman on Earth (1960)
- The Tomb of Ligeia (1964)
- Bonnie and Clyde (1967)
- Villa Rides (1968)
- Cisco Pike (1972)
- The New Centurions (1972)
- The Last Detail (1973)
- Chinatown (1974)
- The Parallax View (1974)
- The Yakuza (1974)
- Shampoo (1975)
- The Missouri Breaks (1976)
- Orca: The Killer Whale (1977)
- Heaven Can Wait (1978)
- Deal of the Century (1983)
- Greystoke: The Legend of Tarzan, Lord of the Apes (1984)
- Tough Guys Don't Dance (1987)
- Frantic (1988)
- The Two Jakes (1990)
- Days of Thunder (1990)
- The Firm (1993)
- Love Affair (1994)
- Mission: Impossible (1996)
- Mission: Impossible II (2000)

### Diretor e roteirista
- Personal Best (1982)
- Tequila Sunrise (1988)
- Without Limits (1998)
- Ask the Dust (2006)